# 새끼벌림근 (발)
새끼벌림근(abductor digiti minimi, abductor minimi digiti, abductor digiti quinti) 또는 소지외전근(小趾外轉筋)은 발바닥의 가쪽 모서리에 위치한 근육이다. 발바닥 첫째 층의 근육 중 하나이다. 새끼벌림근의 안쪽 경계에는 가쪽발바닥동맥과 정맥, 가쪽발바닥신경이 지나간다.
손의 새끼벌림근과 상동이다.

## 구조
새끼벌림근은 발꿈치뼈융기의 가쪽돌기, 발꿈치뼈융기의 두 돌기 사이에 발꿈치뼈 아랫면, 안쪽돌기 앞부분, 발바닥근막, 새끼벌림근과 짧은발가락굽힘근 사이의 근육사이막에서 넓게 기시한다.
새끼벌림근의 힘줄은 다섯째 발허리뼈 바닥의 아랫면을 따라서 주행하여, 짧은새끼굽힘근과 함께 새끼발가락 몸쪽발가락뼈 바닥의 가쪽 측면에 닿는다.

## 신경 분포
새끼벌림근은 정강신경의 가지인 가쪽발바닥신경의 지배를 받는다.

## 기능
새끼벌림근은 발허리발가락관절에서 새끼발가락을 굽히고 벌리는 작용을 한다.

## 추가 이미지

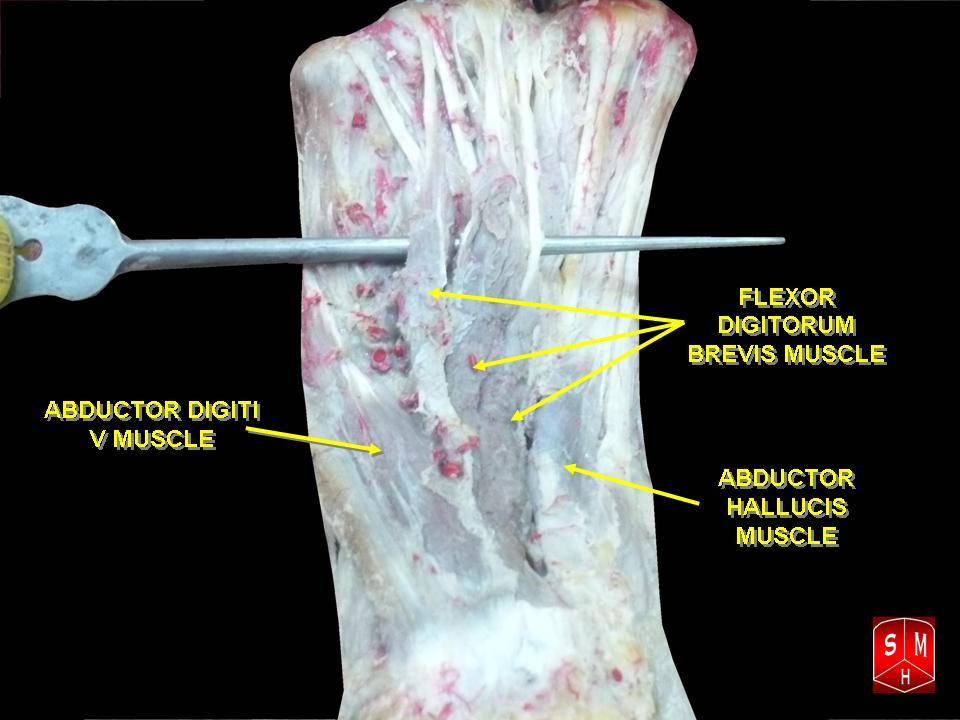
아래에서 본 사람 시신의 발 근육
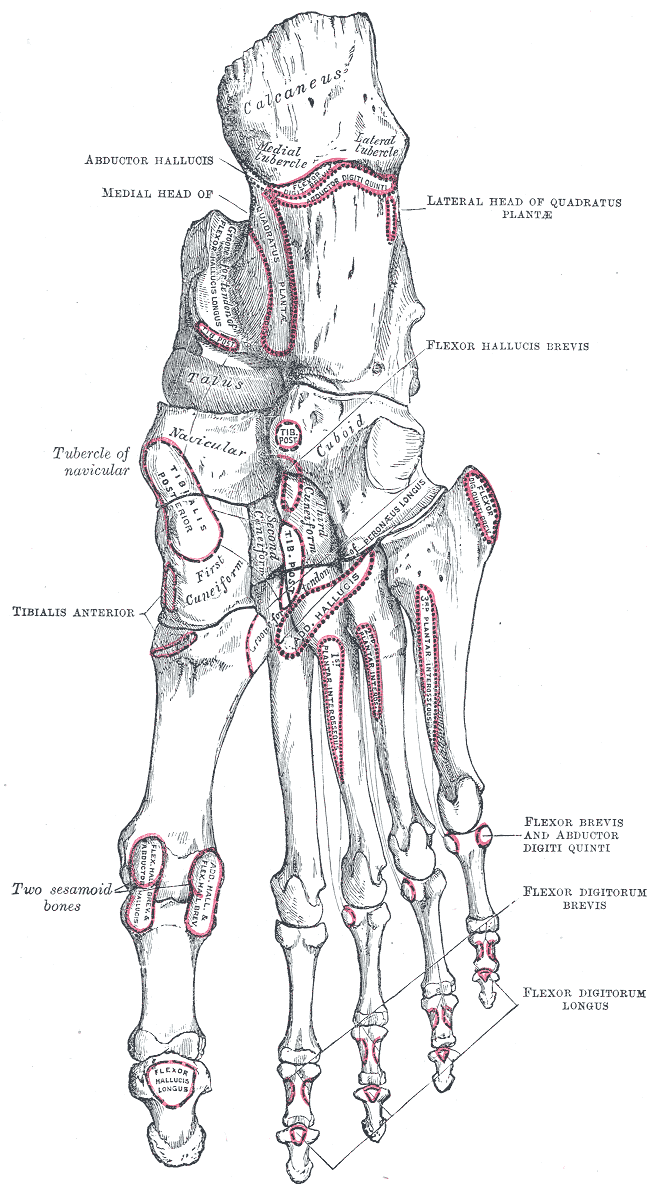
오른발의 뼈. 발바닥 쪽.
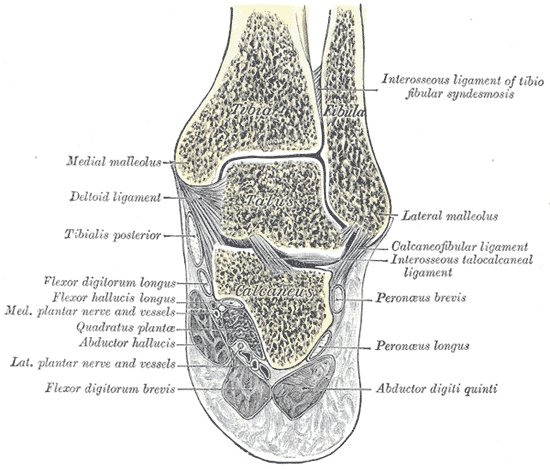
오른쪽 목말종아리관절과 목말발꿈치관절에서 자른 관상단면

## 참고 문헌
이 문서는 현재 퍼블릭 도메인에 속하는 그레이 해부학 제20판(1918) page 492의 내용을 기초로 작성된 글이 포함되어 있습니다.
1. ↑  Drake, Richard L.; Vogl, A. Wayne; Mitchell, Adam W. M. (2010). 《Gray´s Anatomy for Students》 2판. 618–619쪽. ISBN 978-0-443-06952-9.
2. 1 2 3  “Gray, Henry. 1918. Anatomy of the Human Body”. Bartleby.com. 2013년 3월 16일에 확인함.
3. 1 2  Bojsen-Møller, Finn; Simonsen, Erik B.; Tranum-Jensen, Jørgen (2001). 《Bevægeapparatets anatomi》 [Anatomy of the Locomotive Apparatus] (덴마크어) 12판. 364–367쪽. ISBN 978-87-628-0307-7.